# ESCON

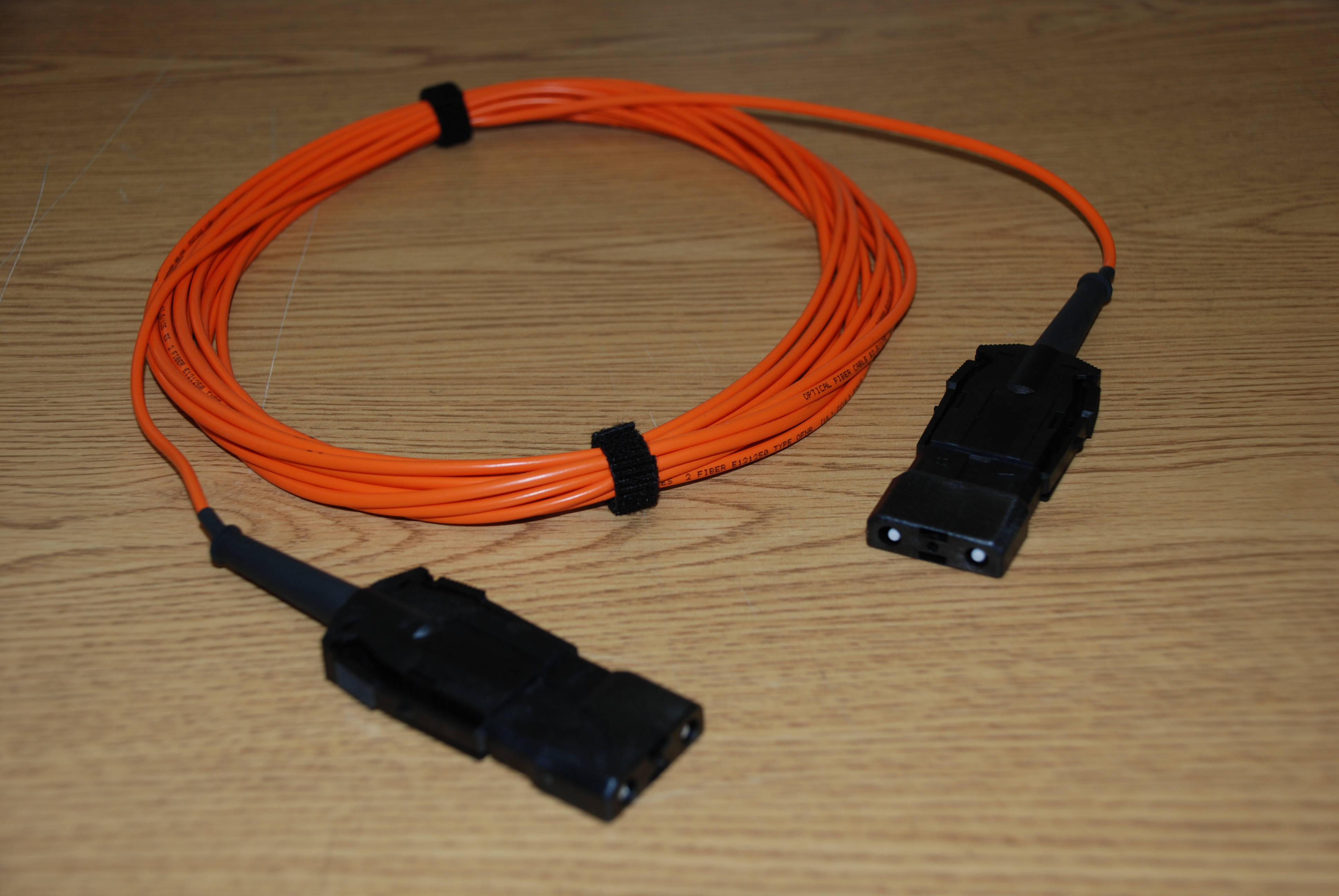
ESCON кабель з роз'ємами

ESCON (англ. Enterprise Systems Connection) — волоконний напівдуплексний, послідовний канальний інтерфейс, що забезпечує обмін інформацією між сервером IBM zSeries і периферійними пристроями (або іншим сервером). Вперше анонсований компанією IBM в 1990 році в серверах архітектури ESA/390. Спочатку він працював зі швидкістю 10 Мбайт/с, яка згодом була збільшена до 17 Мбайт/с. Максимальна відстань становить 43 кілометри. Пізніше був замінений на FICON.